# Ich vertraue Dir meine Frau an
Ich vertraue Dir meine Frau an ist eine deutsche Filmkomödie des Regisseurs Kurt Hoffmann. Die Hauptrolle in dem im Sommer 1942 gedrehten Schwarzweißfilm spielte Heinz Rühmann. Die Uraufführung erfolgte am 2. April 1943 im Atlantik-Palast in München. In Berlin wurde der Film erstmals am 8. Juni 1943 im Ufa-Palast am Zoo sowie in der Lichtburg gezeigt.

## Inhalt
Peter Trost ist ein überzeugter Junggeselle und Inhaber einer äußerst erfolgreichen Firma für Junggesellenbedarf. Zu seinen neuesten Erfindungen gehören ein Frühstücksbrotstreichapparat, ein selbsttätiger Strümpfestopfer und ein mechanischer Knopfannäher. Um seiner ihn anhimmelnden Sekretärin Lil zu entgehen, bricht Peter zu einem Angelurlaub auf. Am Bahnhof trifft er auf seinen Schulfreund Robert Deinhardt. Dessen Frau Ellinor ist erbost, da Robert ohne sie zu einem Architektenkongress reisen möchte. Sie ist davon überzeugt, dass Robert sie mit seiner attraktiven Sekretärin Mary betrügen möchte. Deshalb droht sie ihm, ihn mit dem Dirigenten Fred Hansen zu betrügen. Robert bittet Peter, seinen Angelurlaub um zwei Tage zu verschieben und so lange auf seine Frau aufzupassen.
Tatsächlich folgt Peter der temperamentvollen Ellinor auf Schritt und Tritt, wofür er zunächst ein unfreiwilliges Bad in einem Schwimmbad des Tennisclubs Blau-Weiss nehmen und einen Omnibus entwenden muss, der nach Berlin-Zehlendorf fahren soll. Es gelingt ihm schließlich, in Ellinors Wohnung einzudringen, wo sich bereits der aufdringliche Fred Hansen befindet. Es kommt zu grotesken Situationen, die Peters Bekannten Kurt, einen Rechtsanwalt, in Polizeigewahrsam bringen. Am Abend folgt Peter Ellinor in das elegante „Astoria“, in dem ausgerechnet Fred Hansen auftritt und der Schwergewichtsboxer Emil Sanfthuber ein Auge auf Ellinor wirft. Zu guter Letzt taucht dort völlig überraschend die in Peter verliebte Sekretärin Lil auf, die sich nur mit Mühe abwimmeln lässt.
Der inzwischen wieder freigelassene und ebenfalls ins „Astoria“ geeilte Rechtsanwalt Kurt gibt Peter den Rat, zum Schein selbst derjenige zu sein, mit dem Ellinor ihren Mann betrügen will, dann brauche er nur auf sich aufzupassen. So kommt es zu einem ruhigen und offenen Gespräch zwischen Peter und Ellinor. Kurt lenkt währenddessen Emil Sanfthuber ab, was allerdings nicht ganz nach Plan verläuft. Als Ellinor am Telefon auch noch erfährt, dass ihr Mann sie wirklich mit der Sekretärin Mary betrügt, endet der turbulente Abend völlig anders als erwartet.
Ellinor und Peter fahren zu Peters Wohnung, wo sie ihre angenehme Unterhaltung zunächst fortsetzten. Aber auch dort werden sie von den skurrilen Verwicklungen eingeholt. Nacheinander erscheinen dort die liebestolle Sekretärin Lil, der Rechtsanwalt Kurt sowie Robert Deinhardt. Lil erkennt endlich, dass Peter nichts von ihr wissen will, kann sich aber bei Kurt trösten. Robert und Ellinor trennen sich endgültig und am Ende sind Peter und Ellinor ein Paar.
Der Film zitiert den berühmten Schlager "Ein Freund, ein guter Freund" aus dem Film "Die drei von der Tankstelle". Nach Kurts Verhaftung äußert Peter diesen Satz, der zugleich einer der bekanntesten Titel der Weimarer Republik ist und in besagtem Film vorkommt. Der Film war seit 1937 wegen der zahlreichen jüdischen Mitwirkenden verboten, auch der Schlager durfte nicht mehr gespielt werden, da Texter und Komponist Juden waren.

## Entstehungsgeschichte

### Vorproduktion
Die Handlung des Films basiert auf dem gleichnamigen ungarischen Theaterstück (Originaltitel: Angyalt vettem feleségul) von János Vaszary aus dem Jahr 1932. Unter der Regie des Autors war es bereits 1937 unter dem Titel Rád bízom a feleségem in Ungarn verfilmt worden.
Das Drehbuch zur deutschen Filmadaption verfasste Bobby E. Lüthge unter der im Vorspann nicht erwähnten Mitarbeit von Helmut Weiss und Erich Kästner. Obwohl für Kästner in der Zeit des Nationalsozialismus ein weitgehendes Publikationsverbot galt, konnte dieser mit Ausnahmegenehmigungen und unter dem Pseudonym „Berthold Bürger“ mehrfach Drehbücher verfassen oder überarbeiten. Der Anteil Kästners an Ich vertraue Dir meine Frau an lässt sich heute allerdings nicht mehr abschätzen. In einem Brief an seine Mutter schrieb er dazu: „Macht mir gar keinen Spaß, diese Arbeit. Ich fürchte aber, daß ich nicht drum herumkomme“.
Alf Teichs, der damalige Produktionschef und Chefdramaturg der Terra-Filmkunst GmbH, meinte später rückblickend, das Drehbuch sei zu „bühnenmäßig“ gewesen, sodass man zusätzlich „optische Gags“ habe einbauen müssen.
Für die weibliche Hauptrolle war eigentlich Jenny Jugo vorgesehen. Sie lehnte jedoch ab.

### Produktion
Ich vertraue Dir meine Frau an war bereits der vierte Heinz-Rühmann-Film, bei dem Kurt Hoffmann Regie führte. Produziert wurde die Komödie von Rühmanns eigener Herstellungsgruppe bei der Berliner Terra-Film. Produktionsleiter war Robert Leistenschneider. Die Dreharbeiten fanden vom 4. Juni bis Anfang August 1942 in der Ufastadt Babelsberg sowie in Berlin statt. So entstand die Verfolgungsszene mit dem Omnibus unter anderem am Steubenplatz in Berlin-Westend.
Für die Bauten war der Filmarchitekt Willi A. Herrmann verantwortlich. Regieassistent war Helmut Weiss, der auch am Drehbuch mitgewirkt hatte und später unter anderem den Rühmann-Film Die Feuerzangenbowle inszenieren sollte.

### Musik
Die Filmmusik komponierte Werner Bochmann, wobei der im Film von Kurt von Ruffin gesungene Titel Allerschönste aller Frauen aus der Feder von Franz Grothe (Musik) und Willy Dehmel (Text) stammt. Die für die damalige Zeit zum Teil bemerkenswert „swingigen“ Musikaufnahmen wurden von Willi Stech und seinem Orchester eingespielt. Der Musikkritiker Fritz Stege sah in den „Entgleisungen“ des Tanzorchesters „einen Rückfall in längst überwundene Stilarten der Systemzeit“ und beschrieb die entsprechende Filmszene so: „Die Musiker schwanken auf den Plätzen umher, als wenn sie die Wirkungen eines Alkoholrausches zu demonstrieren hätten. Sie springen von ihren Sitzen empor, als wenn man ihnen einen Feuerwerkskörper auf den Stuhl gelegt hätte.“
Auf Schallplatte erschien der Filmschlager Allerschönste aller Frauen 1942/43 unter anderem vom Tanzorchester Teddy Kleindin und Horst Winter (Telefunken A 10479) sowie als Instrumental vom UFA-Tanz-Orchester unter der Leitung von Wilhelm Greiss (Polydor 47836) und vom Elite-Tanzorchester unter der Leitung von Corny Ostermann (Imperial 17411).

## Kritiken
„Die alte Rühmann-Komödie profitiert von einem simplen, aber effektvollen Plot, wohldosierter Situationskomik und einer Anzahl wundervoll gespielter Chargenrollen.“